# 500 miles d'Indianapolis 1988

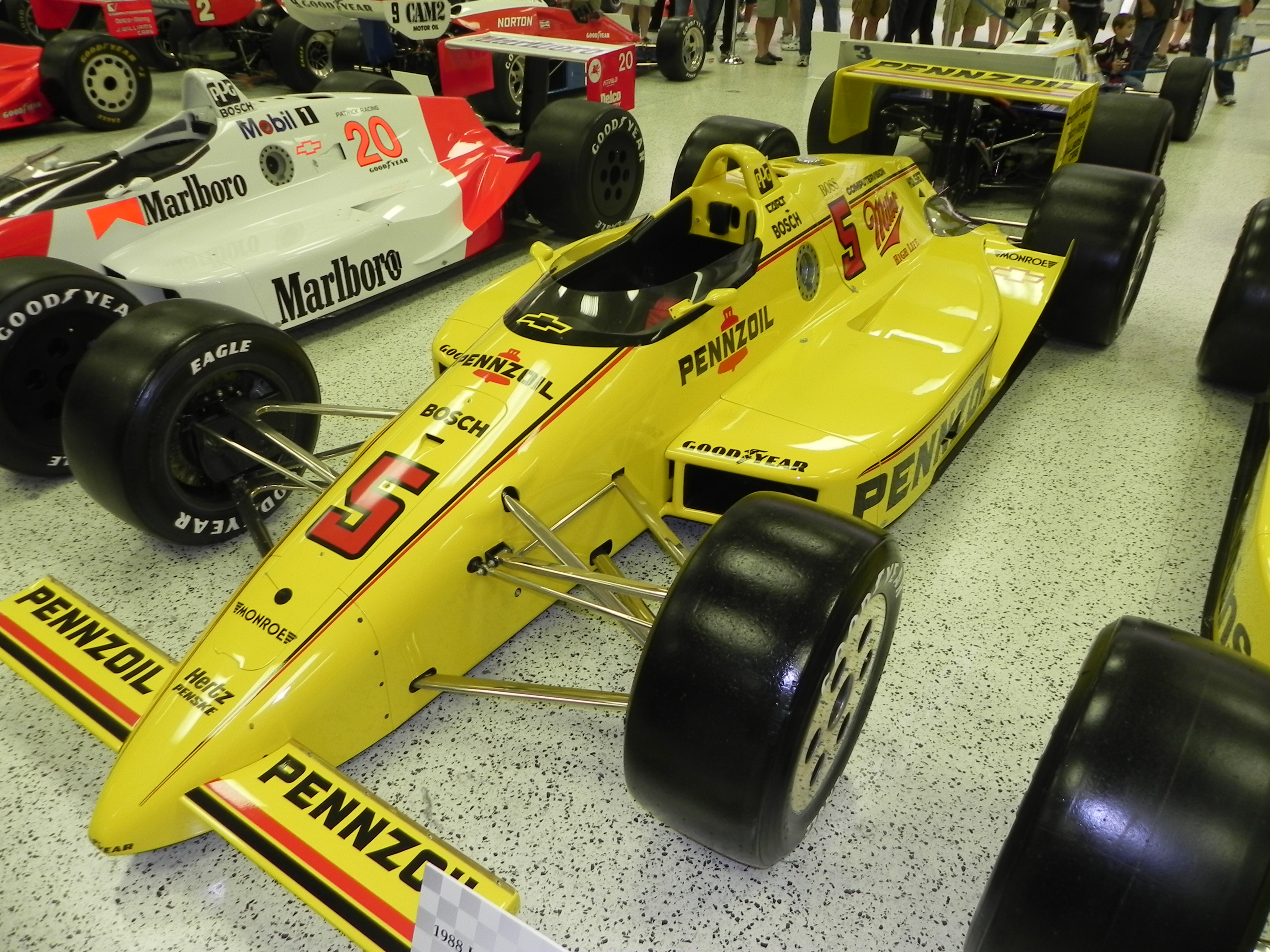
La Penske-Chevrolet de Rick Mears, victorieuse de l'édition 1988 des 500 miles d'Indianapolis.

Les 500 miles d'Indianapolis 1988, organisés le dimanche 29 mai 1988 sur l'Indianapolis Motor Speedway, ont été remportés par le pilote américain Rick Mears sur une Penske-Chevrolet.

## Grille de départ
| Ligne | Intérieur           | Milieu             | Extérieur             |
| 1     | Rick Mears          | Danny Sullivan     | Al Unser              |
| 2     | Mario Andretti      | Al Unser Jr.       | Arie Luyendyk         |
| 3     | Scott Brayton       | Emerson Fittipaldi | Derek Daly            |
| 4     | Michael Andretti    | Randy Lewis        | Roberto Guerrero      |
| 5     | Kevin Cogan         | Tom Sneva          | Phil Krueger          |
| 6     | Dick Simon          | Teo Fabi           | Jim Crawford          |
| 7     | Bobby Rahal         | Raul Boesel        | Dominic Dobson (en)   |
| 8     | A. J. Foyt          | Bill Vukovich III  | Tony Bettenhausen Jr. |
| 9     | Tero Palmroth       | Steve Chassey      | John Andretti         |
| 10    | Rocky Moran         | Stan Fox           | Johnny Rutherford     |
| 11    | Ludwig Heimrath Jr. | Rich Vogler        | Howdy Holmes          |

La pole a été réalisée par Rick Mears à la moyenne de 352,765 km/h. Il s'agit également du chrono le plus rapide des qualifications.

## Classement final
| no | Pilote                  | Voiture          | Tours | Temps/Abandon     |
| 1  | Rick Mears              | Penske-Chevrolet | 200   |                   |
| 2  | Emerson Fittipaldi      | March-Chevrolet  | 200   |                   |
| 3  | Al Unser                | Penske-Chevrolet | 199   |                   |
| 4  | Michael Andretti        | March-Cosworth   | 199   |                   |
| 5  | Bobby Rahal             | Lola-Judd        | 199   |                   |
| 6  | Jim Crawford            | Lola-Buick       | 198   |                   |
| 7  | Raul Boesel             | Lola-Cosworth    | 198   |                   |
| 8  | Phil Krueger            | March-Cosworth   | 196   |                   |
| 9  | Dick Simon              | Lola-Cosworth    | 196   |                   |
| 10 | Arie Luyendyk           | Lola-Cosworth    | 196   |                   |
| 11 | Kevin Cogan             | March-Cosworth   | 195   |                   |
| 12 | Howdy Holmes            | March-Cosworth   | 192   |                   |
| 13 | Al Unser Jr.            | March-Chevrolet  | 180   |                   |
| 14 | Bill Vukovich III (R)   | March-Cosworth   | 179   |                   |
| 15 | Randy Lewis             | Lola-Cosworth    | 175   |                   |
| 16 | Rocky Moran (R)         | March-Cosworth   | 159   | moteur            |
| 17 | Rich Vogler             | March-Cosworth   | 159   | accident          |
| 18 | Dominic Dobson (en) (R) | Lola-Cosworth    | 145   | mécanique         |
| 19 | Tero Palmroth (R)       | Lola-Cosworth    | 144   | moteur            |
| 20 | Mario Andretti          | Lola-Chevrolet   | 118   | électricité       |
| 21 | John Andretti (R)       | Lola-Cosworth    | 114   | moteur            |
| 22 | Johnny Rutherford       | Lola-Buick       | 107   | accident          |
| 23 | Danny Sullivan          | Penske-Chevrolet | 101   | accident          |
| 24 | Steve Chassey           | March-Cosworth   | 73    | accident          |
| 25 | Ludwig Heimrath Jr.     | Lola-Cosworth    | 59    | accident          |
| 26 | A. J. Foyt              | Lola-Cosworth    | 54    | accident          |
| 27 | Tom Sneva               | Lola-Judd        | 32    | accident          |
| 28 | Teo Fabi                | March-Porsche    | 30    | accident          |
| 29 | Derek Daly              | Lola-Cosworth    | 18    | boite de vitesses |
| 30 | Stan Fox                | March-Chevrolet  | 2     | mécanique         |
| 31 | Scott Brayton           | Lola-Buick       | 0     | accident          |
| 32 | Roberto Guerrero        | Lola-Cosworth    | 0     | accident          |
| 33 | Tony Bettenhausen Jr.   | Lola-Cosworth    | 0     | accident          |

Un (R) indique que le pilote était éligible au trophée du "Rookie of the Year" (meilleur débutant de l'année), attribué à Bill Vukovich III.

## Sources
- (en) Résultats complets sur le site officiel de l'Indy 500